# 2011년 한화 이글스 시즌
2011년 한화 이글스 시즌은 한화 이글스가 KBO 리그에 참가한 18번째 시즌으로, 빙그레 이글스 시절까지 합하면 26번째 시즌이다. 한대화 감독이 팀을 이끈 2번째 시즌이며, 한상훈이 주장을 맡았다. 팀은 8팀 중 정규시즌 공동 6위에 오르며 3년 만에 탈꼴찌에 성공했으나 4년 연속으로 포스트시즌 진출에 실패했다.

## 타이틀
- KBO 골든글러브: 이대수 (유격수)
- 일구상 의지노력상: 이대수
- 한국갤럽 선정 가장 좋아하는 한국인 야구선수 2위: 류현진
- 프로야구 30주년 Legend All-Star BEST 10: 장종훈 (1루수)
- 스포츠조선 선정 프로야구 30년 베스트10: 이정훈 (외야수)
- 올스타 선발: 장성호 (1루수)
- 올스타전 추천선수: 박정진, 양훈, 신경현, 이대수, 최진행
- 올스타전 승리팀상: 웨스턴리그
- 컴투스프로야구2022 타이틀홀더 라인업: 이대수 (유격수)
- 수비 WAR: 이대수 (1.71)
- 출장(타자): 강동우 (133)
- 볼넷: 장성호 (81)
- 희생타: 한상훈 (33)
- 완투: 류현진 (3)
- 득점권타율: 최진행 (0.386)

### 퓨처스리그
- 퓨처스 올스타: 윤기호, 나성용, 김강, 오준혁
- 남부리그 출장(타자): 오준혁 (99)
- 남부리그 타석: 오준혁 (375)
- 남부리그 타수: 오준혁 (328)

## 선수단
- 선발투수 : 류현진, 양훈, 김혁민, 안승민
- 구원투수 : 박정진, 윤근영, 김광수, 마일영, 데폴라, 송창식, 유원상, 안영명, 장민재, 신주영, 정민혁, 윤규진, 정재원, 유창식
- 마무리투수 : 바티스타, 안영진, 김경태, 오넬리, 윤기호, 최진호
- 포수 : 신경현, 박노민, 나성용, 이희근
- 1루수 : 장성호, 정원석, 김강
- 2루수 : 한상훈, 전현태, 백승룡, 오선진
- 유격수 : 이대수
- 3루수 : 강경학, 이로운, 김회성
- 좌익수 : 최진행, 오재필
- 중견수 : 강동우, 김경언, 고동진
- 우익수 : 가르시아, 이양기, 오준혁, 추승우
- 지명타자 : 김준호, 김용호

## 여담
- 6월 14일에는 이대수가, 6월 15일과 16일에는 가르시아가 KIA 타이거즈를 상대로 만루홈런을 쳐 KBO 리그 역대 최다 경기 연속 팀 만루홈런 기록을 세웠다.
- 김경태는 10월 4일 롯데 자이언츠와의 경기에서 데뷔전을 치렀는데, 1이닝동안 3타자를 상대하여 3탈삼진을 기록했다.
- 이 시즌 팀의 블로킹 관련 득점 기여도는 -10.19로 역대 최저 기록이다.
- 장성호는 이 시즌 도루 시도가 6번 있었으나 모두 실패했다.
- 안승민은 당시 규정 이닝 충족 투수 중 유일하게 음수 WAR을 기록했다.
- 오넬리는 KBO 리그 역대 외국인 투수 단일 시즌 최저 수비 WAR 기록을 세웠다.
- 가르시아는 이 시즌을 끝으로 KBO 리그를 떠나 KBO 리그 외국인 우익수 통산 최고 WAR(9.81) 기록을 세웠다.
- 시즌 종료 후 홈구장인 한밭종합운동장 야구장의 내야 관중석 2층을 증축했다.
- 2012 2차 드래프트 1라운드에서 최승환을 지명하여 구단 사상 최초의 2차 드래프트 지명자가 되었다.